# 口永良部島
口永良部島（日语：／ Kuchinoerabu-jima）是位於日本九州大隅半島南方60公里大隅群島中的一個火山島嶼，位於屋久島西方12公里處，全島都屬於屋久島國立公園。行政區劃屬於鹿兒島縣熊毛郡屋久島町。
島上聚落包括本村、岩屋泊、新村、田代、向江濱、湯向，人口主要集中在本村地區，在2000年時島上人口約有130人。
島上有數個火山，包括仁田尾山（526公尺）、三角點山（600公尺）、古岳（657公尺）、新岳（626公尺），其中新岳現在仍有火山活動，在山頂有直徑200公尺的火山口，並其被日本氣象廳納入「火山噴發預警級別」系統。

## 歷史

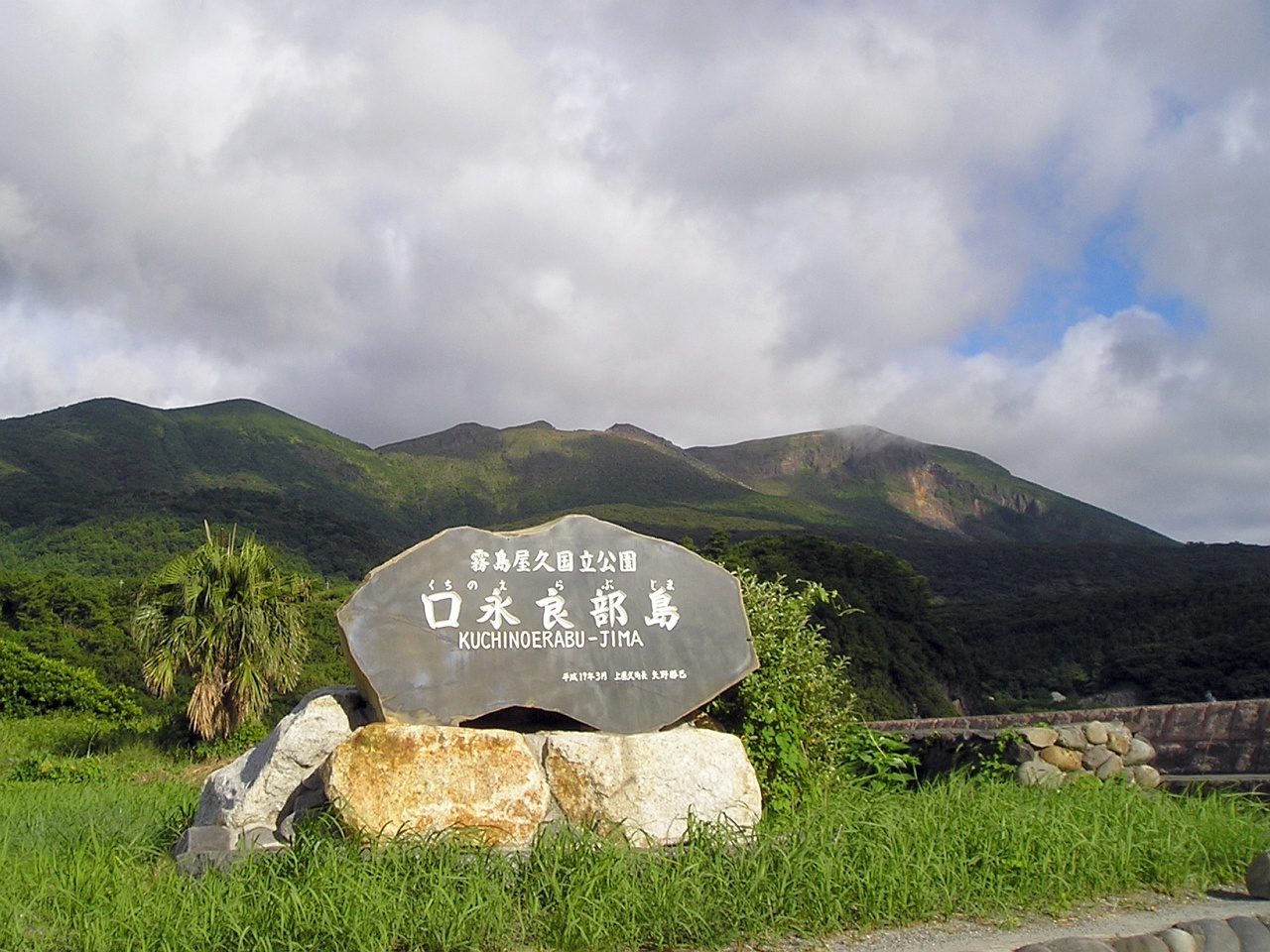
在島上本村聚落所看到的新岳火山

在歷史文獻中，口永良部的地名最早出現在江戶時代，當時稱為「口之永良部島村」，隸屬大隅國馭謨郡，依據「天保鄉帳」紀錄石高為142石，「鹿兒島縣史」則紀錄為184石。
1889年實施町村制後，口永良部島村即與位於屋久島北部的七個村合併上屋久村（現已合併為屋久島町），成為大字「口永良部島」。
2007年全島被劃入霧島屋久國立公園的範圍，2012年又與屋久島一起被劃設為新設立的屋久島國立公園。

### 火山活動
推測口永良部島是在約50萬年前所形成，在1萬5千年前至1萬1千年前期間應該曾經發生兩次大規模爆發，而近1萬年內的火山活動形成了古岳、新岳、鉢窪火山。
但在江戶時代以前並沒有島上火山爆發的紀錄，最早的文獻紀錄在1841年5月23日，新岳開始發生爆發，並在島上的村落中造成火災。
此後火山又沉寂了近一百年，直到1931年4月2日新岳西側山腰再次發生爆發，此次一直到1934年都仍有爆發的紀錄，此期間島上七釜聚落因為爆發產生的飛石造成8人死亡、26人受傷。
1966年11月22日的新岳火山爆發中，發生了小規模的火山碎屑流，此後一直到1970年代（1968年、1969年、1972年、1973年、1974年、1976年）新岳都有多次爆發的紀錄。
1980年9月28日新岳東側山坡發生水蒸氣爆發，一度流出熔岩，但之後並未再繼續擴大。
2014年8月，新岳再次發生火山爆發，噴煙高度達800米，日本氣象廳將火山噴發預警級別提昇至第3級（入山管制）。2015年5月29日，新岳再次發生大規模火山爆發，噴發高度達9000米，並導致1名居民受傷，日本氣象廳再將火山噴發預警級別直接提昇至最高的第5級（避難），因此島上近140位居民及遊客立刻被強制撤離至屋久島，這亦是自2007年日本設立預警級別制度以來首次發出第5級警報。此第五級警報一直到2016年6月才解除降至等級三（入山管制），並允許居民回到島上。
2018年8月15日，由於觀測到新岳發生多次火山性地震，火山噴發預警級別再度提昇至第4級（準備避難），不過之後並未發生火山爆發，僅兩週後預警級別又降回。第3級（入山管制）直到2019年1月17日，新岳突然發火山爆發，但至目前為止此次爆發並未造成任何損害。

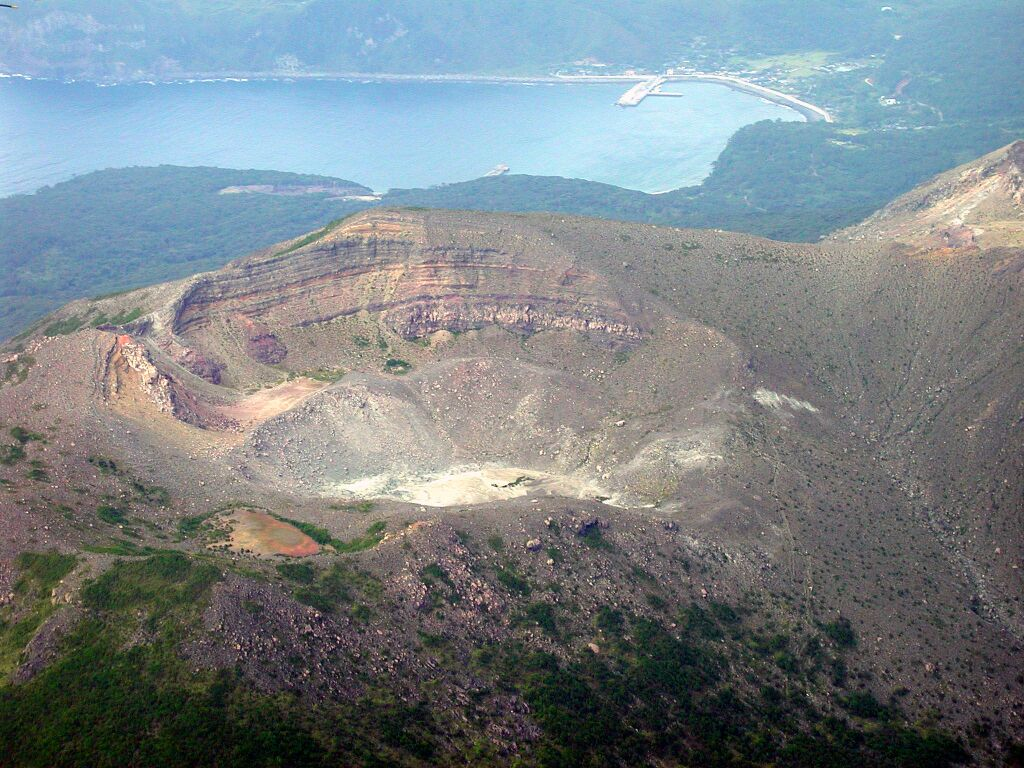
2002年拍攝的古岳火山口
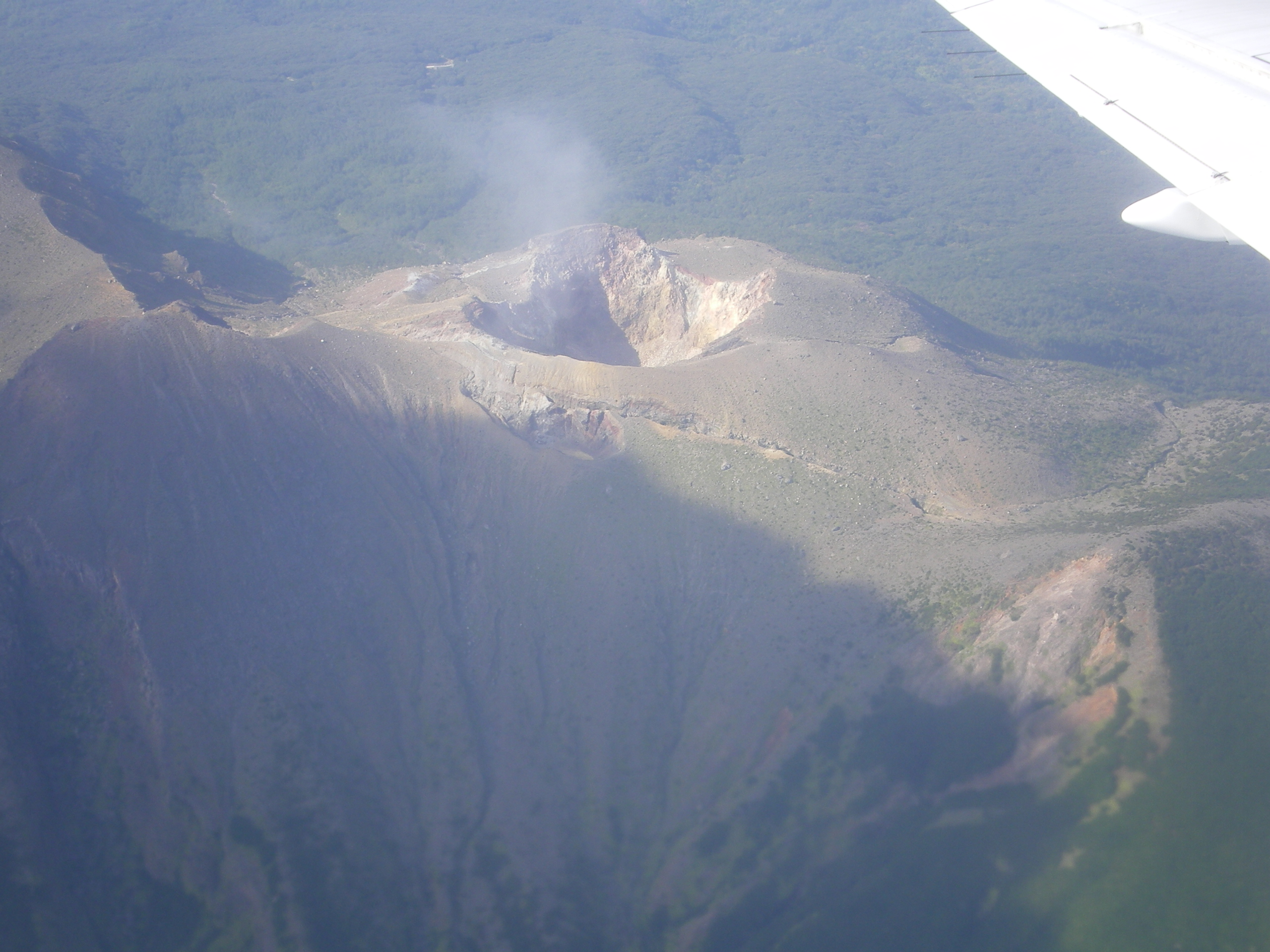
2007年拍攝的新岳火山口
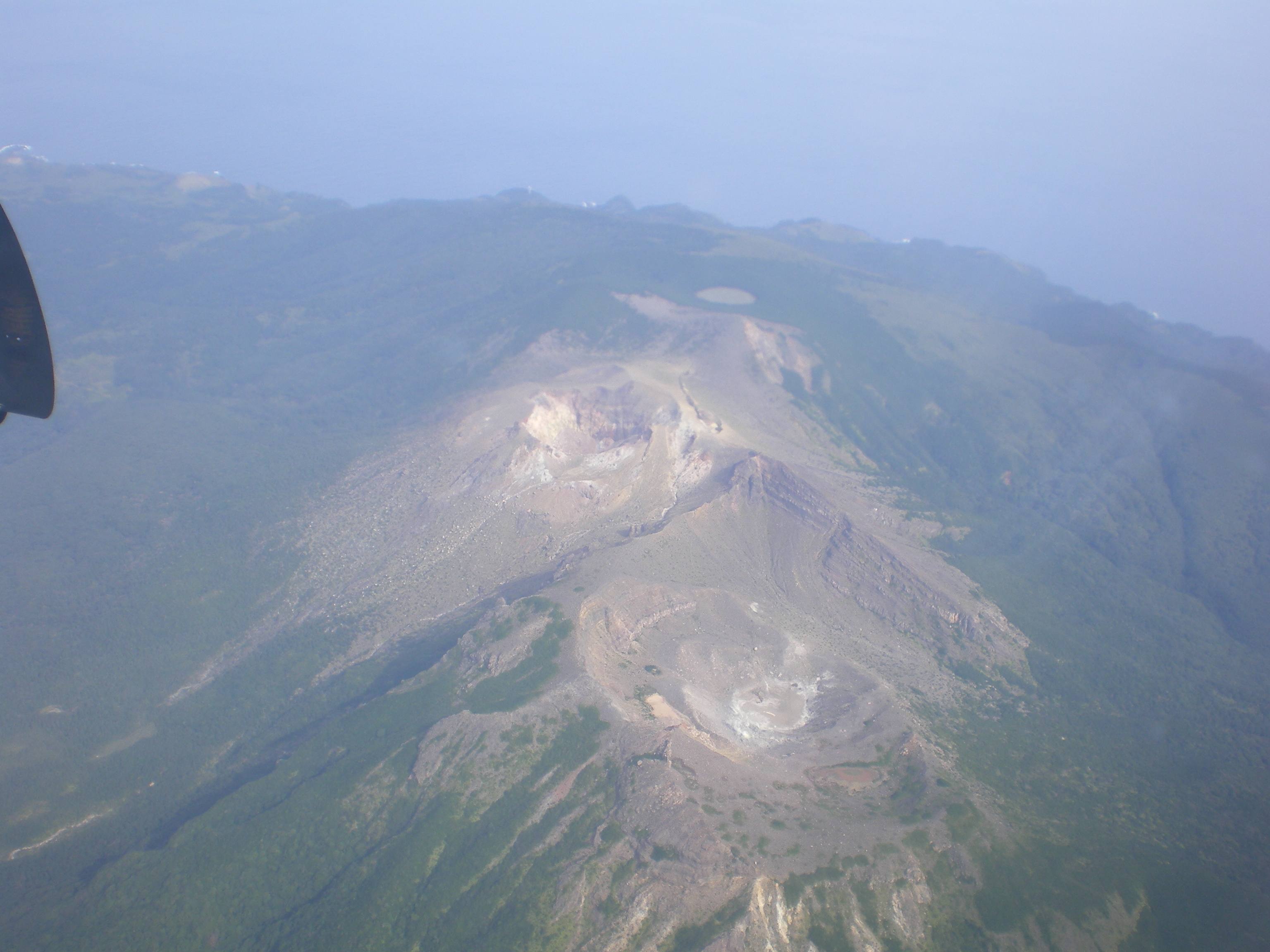
2008年拍攝的古岳火山口（下方）及新岳火山口（上方）
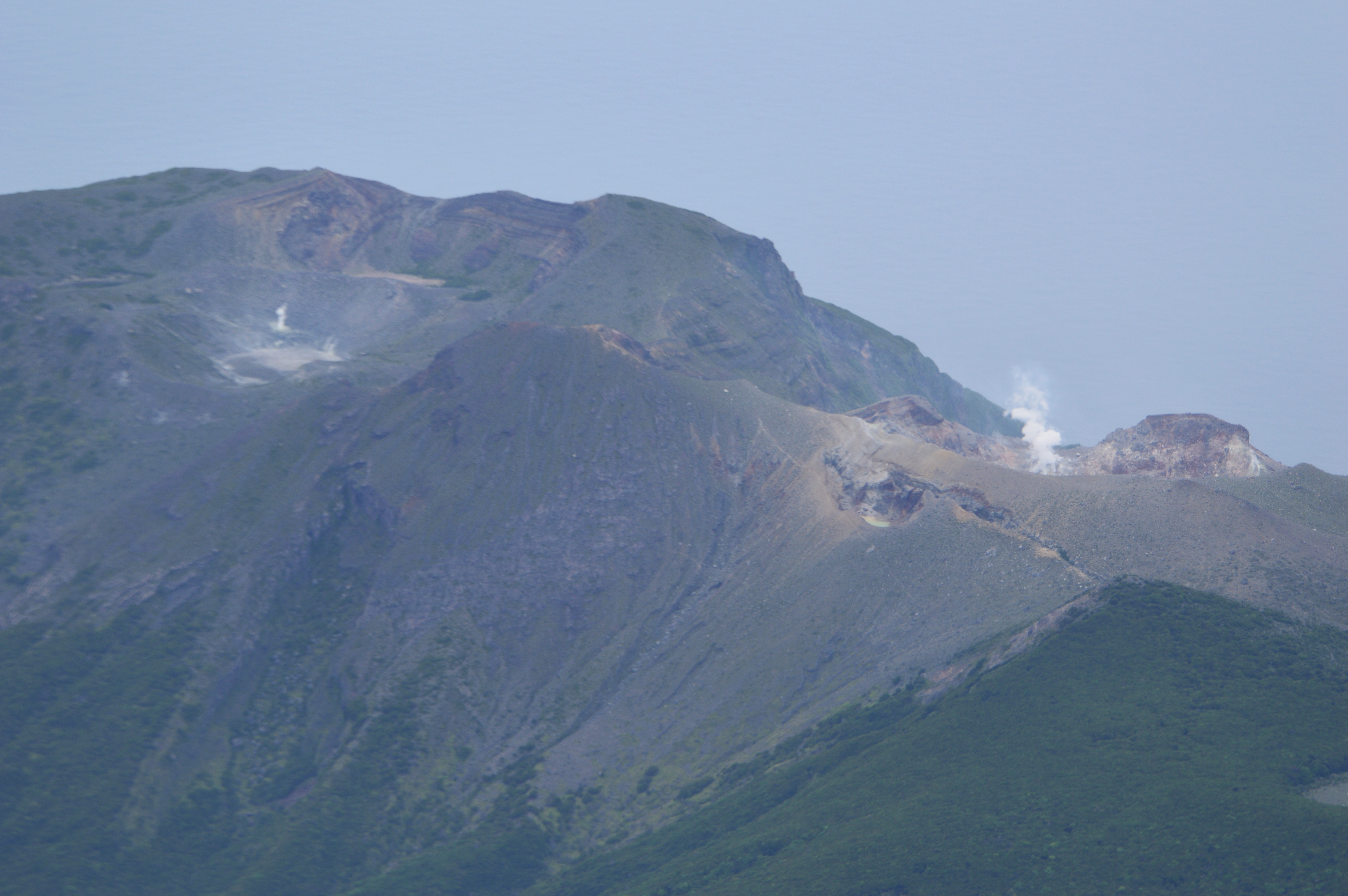
2014年拍攝的古岳火山口（左方）及新岳火山口（右方）

## 生活
島上的主要生活設施包括：口永良部郵便局、商店兩間、口永良部僻地出張診療所，由於擁有火山資源，島上也有多處溫泉，包括：本村溫泉、西之湯溫泉、寢待溫泉、湯向溫泉，溫泉周邊有居民經營民宿。
雖然有中學和小學各一間，但由於居民不多，並非每年都有學童入學，因此學校採單室學校，多個年級合併編班。
目前島上的產業是畜牧業，在19世紀末曾開採硫磺，島上人口也因此一度超過1,000人，但在1930年代的火山爆發中，造成開採設施多次損毀，此後便中止了開採硫磺的事業。

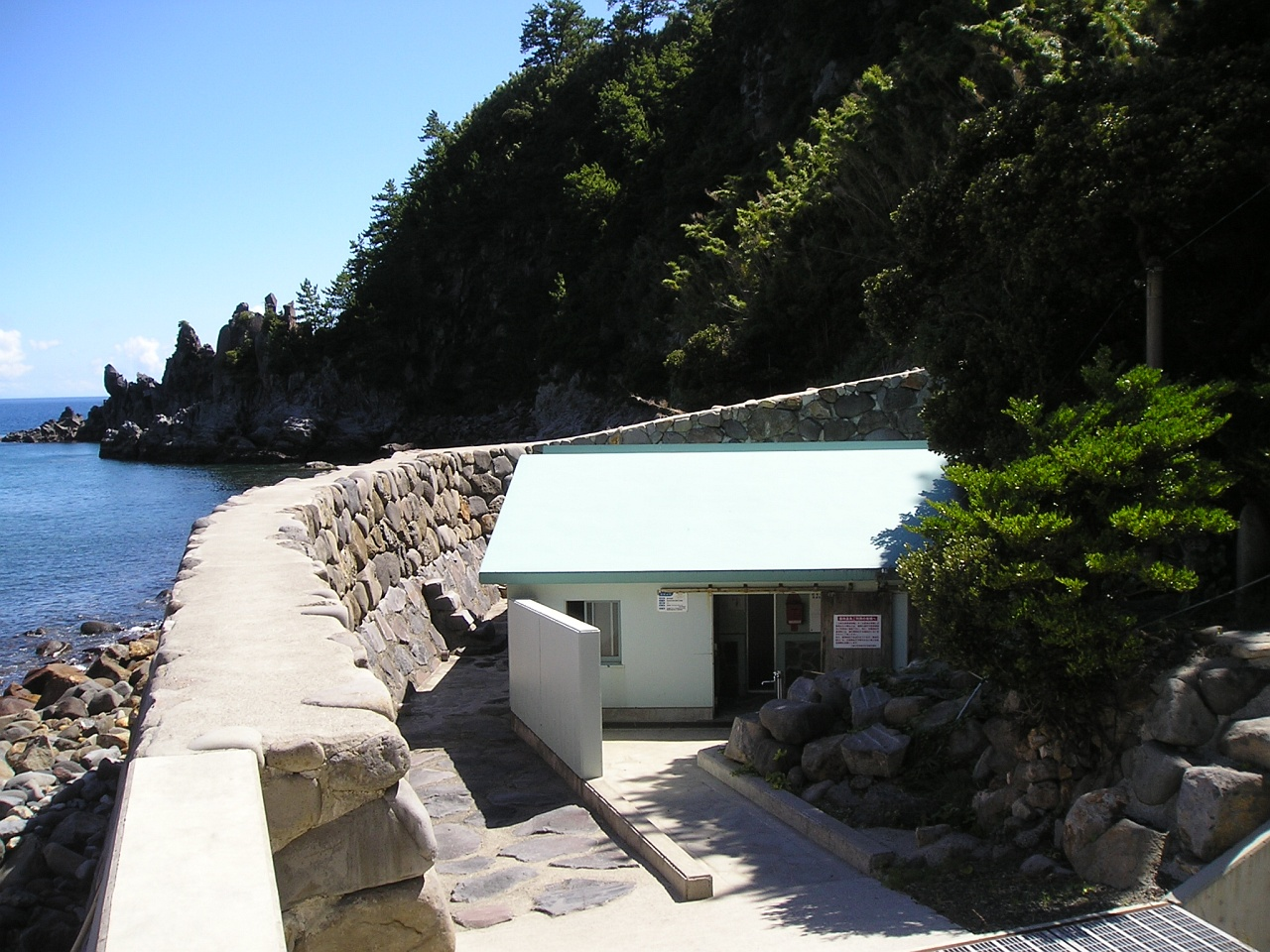
寢待溫泉的溫泉小屋
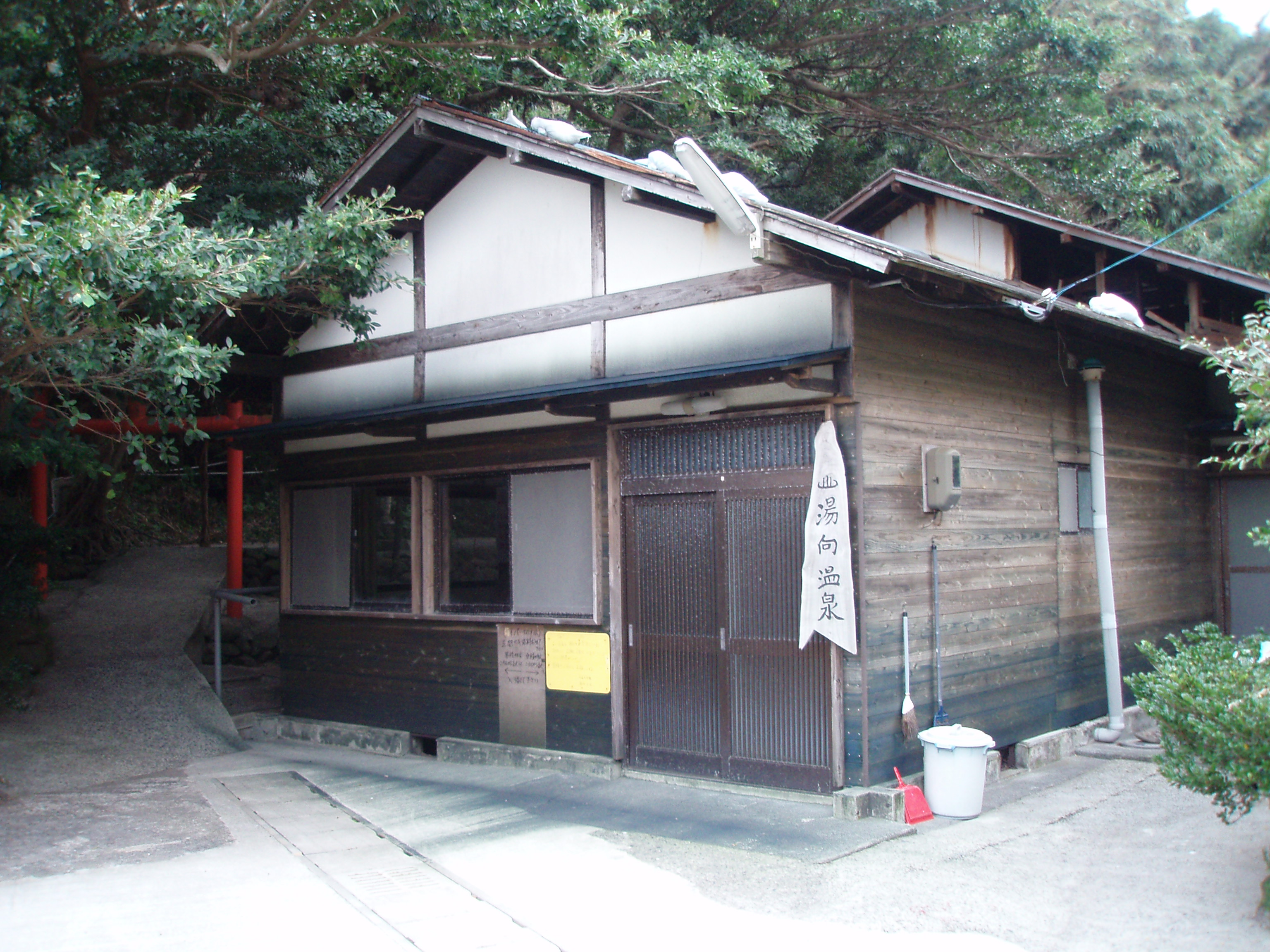
湯向溫泉的溫泉小屋

## 交通

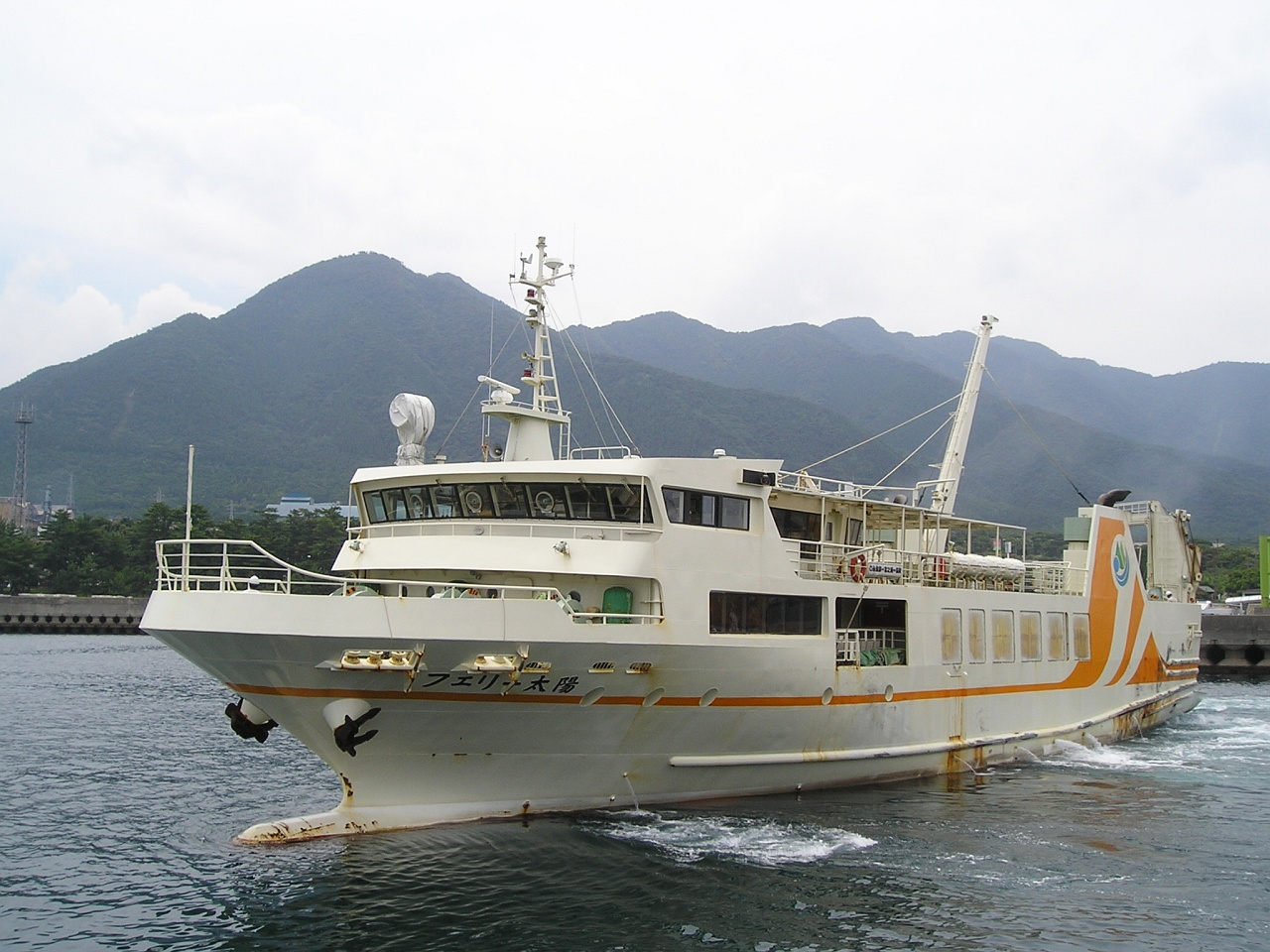
太陽渡輪

原本島上每天有一班町營渡輪「太陽渡輪」來回屋久島的宮之浦碼頭。但在2015年因島上火山爆發，島上渡輪曾經停止營運達半年，現已於2015年底恢復營運。
航空交通方面，位於島的北端折崎岬設有直升機場，只供災難應變時或緊急醫療需要時使用，平日並沒有任何民間航班升降。島內也沒有任何的公共交通設施，只依靠島民自用私家車或民宿提供的接送車輛。

## 外部連結
- （日語） 口永良部島入口網站（页面存档备份，存于）
- （日語） 口永良部島火山活動紀錄（页面存档备份，存于） －日本氣象廳